# South Haven (Michigan)
Pour les articles homonymes, voir South Haven.
South Haven est une ville située dans l'État du Michigan aux États-Unis. La plus grande partie de la ville se situe dans le comté de Van Buren mais une petite partie se trouve dans le comté d'Allegan. En 2000, la ville comptait 5 021 habitants.
Grâce à sa localisation sur le lac Michigan, à l'embouchure de la Black River (en), South Haven a toujours accueilli un port, comme son nom l'indique (South Haven signifiant « port du sud »). La ville constitue un attrait touristique majeur grâce à son port de plaisance et ses plages.
Le botaniste Liberty Hyde Bailey est né à South Haven, sa maison d'enfance a été transformée en musée.

## Histoire

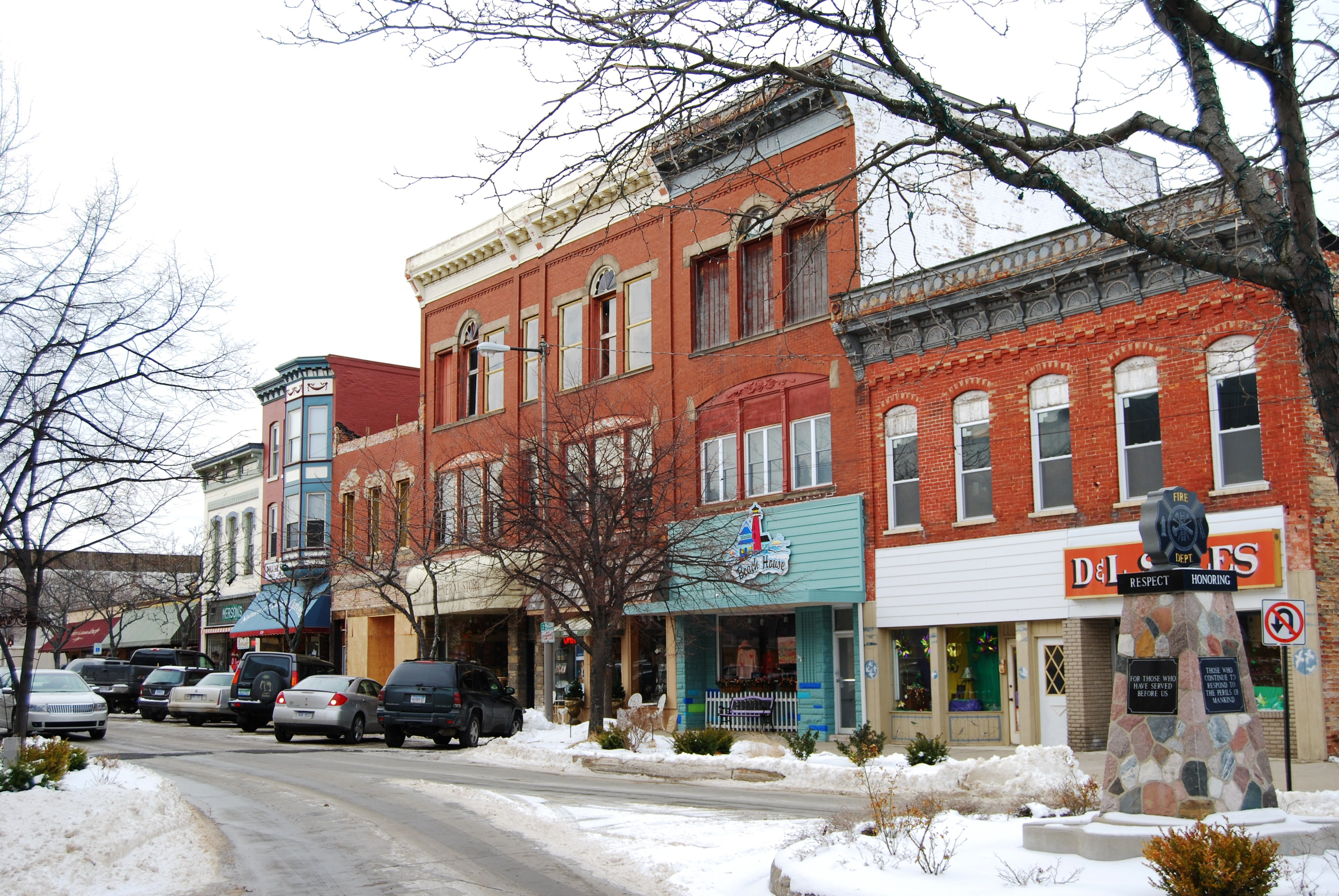
Le centre-ville de South Haven.

Avant la colonisation par les Européens, la région était habitée par les Potawatomis et les Iroquois.
En 1833, le gouvernement américain a cédé des terres sur le rivage du lac Michigan à Jay R. Monroe. Les premiers immigrants sont arrivés dans les années 1850. Peu de temps après, une scierie a été construite sur la Black River (en). C'est à cette période qu'une école a été construite. South Haven a été incorporée comme village en 1869 puis en tant que ville en 1902.
Le bois de construction était acheminé vers Chicago et Milwaukee par bateau à vapeur. Les surfaces dégagées étaient utilisées par les agriculteurs pour produire des pêches, des myrtilles et des pommes. Le secteur agricole a créé de nombreux emplois et a permis l'expansion de la ville.
Dans les années 1900, un casino, un opéra et un parc d'attractions ont ouvert, ces infrastructures ont contribué à la popularité de South Haven.

## Géographie
La ville s'étend sur 9 km2, elle se situe sur la Fruit Belt, une zone géographique bénéficiant d'un micro-climat favorable à la culture de fruits.

## Démographie
En 2010, on recensait 5 021 habitants et 2 095 ménages, soit 560,3 habitants par km2.
23,6 % des habitants étaient âgés de moins de 18 ans, 6,3 % âgés de 18 à 24 ans, 24,2 % âgés de 25 à 44 ans, 25,6 % âgés de 45 à 64 ans et 20,3 % étaient âgés de plus de 65 ans.
Le revenu moyen par ménage était de 35 885 $.
| Groupe     | South Haven | États-Unis |
| ---------- | ----------- | ---------- |
| Blancs     | 82,75 %     | 75,1 %     |
| Noirs      | 12,83 %     | 12,8 %     |
| Asiatiques | 0,7 %       | 4,8 %      |
| Autres     | 3,72 %      | 7,3 %      |